# Ácido cacodílico
El ácido cacodílico o ácido dimetilarsínico es un compuesto de organoarsénico con la fórmula (CH3)2AsO2H. Con la fórmula R2As(O)OH, es el más simple de los ácidos arsínicos. Es un sólido incoloro soluble en agua.
La neutralización del ácido cacodílico con una base produce sales de cacodilato, por ejemplo, el cacodilato de sodio. Son potentes herbicidas y tanto el ácido cacodílico como sus sales fueron incorporados a herbicidas por una gran variedad de fabricantes bajo numerosas marcas comerciales. APC Holdings Corp. vendió ácido cacodílico y sus sales bajo la marca Phytar. La variedad Phytar 560G, una mezcla de ácido cacodílico y cacodilato de sodio, se utilizó durante la Guerra de Vietnam como defoliante bajo el nombre de «Agent Blue» entre otros muchos herbicidas arco iris.
El ácido cacodílico/cacodilato de sodio también es un agente tampón en la preparación y fijación de muestras biológicas para microscopía electrónica y en cristalografía de proteínas.

## Reactividad química
El ácido cacodílico es un ácido débil con un pKa de alrededor de 6,25.
El ácido cacodílico se puede reducir a dimetilarsina, que es un intermedio versátil para la síntesis de otros compuestos organoarsénicos:
(CH
3)
2AsO
2H + 2 Zn + 4 HCl → (CH
3)
2AsH + 2 ZnCl
2 + 2 H
2O
(CH
3)
2AsO
2H + SO
2 + HI → (CH
3)
2AsI + SO
3 + H
2O